# Équation de Liñán
Dans la théorie de la flamme de diffusion de Liñán, l'équation de Liñán est une équation différentielle ordinaire non linéaire du second ordre qui décrit la structure interne de la flamme de diffusion en régime « classique » menant à la limite de Burke–Schumann. Elle a été dérivée par Amable Liñán en 1974. Cette équation s'écrit :
{\displaystyle {\frac {d^{2}y}{d\zeta ^{2}}}=(y^{2}-\zeta ^{2})e^{-\delta ^{-1/3}(y+\gamma \zeta )}}
{\displaystyle \zeta } est la coordonnée réduite normale au front de flamme supposé localement plan, {\displaystyle y} représente l'écart de température à une valeur de référence pour le milieu, {\displaystyle \delta } est le nombre de Damköhler réduit et {\displaystyle {\frac {1-\gamma }{2}}} est la fraction du flux de chaleur transporté vers la gauche (choisie arbitrairement comme la région du combustible). {\displaystyle \gamma =0} représente l'équipartition (flux de chaleur nul) et {\displaystyle \gamma >0} un flux de chaleur total vers la droite. Lorsque {\displaystyle \gamma \to 1} toute la chaleur est transportée vers le côté oxydant. Si {\displaystyle \gamma \to -1} le même phénomène se produit côté combustible.
{\displaystyle \delta } et {\displaystyle \gamma } sont deux paramètres du problème.
Les conditions aux limites sont :
{\displaystyle {\begin{aligned}\zeta \rightarrow -\infty \quad &\Rightarrow &{\frac {dy}{d\zeta }}\to -1\\\zeta \rightarrow +\infty \quad &\Rightarrow &{\frac {dy}{d\zeta }}\to +1\end{aligned}}}
L'équation (également appelée équation canonique de la flamme de diffusion) est relativement universelle bien que Liñán l'ait dérivée pour un écoulement de point d'arrêt de jets et en contre-courant en supposant un nombre de Lewis unité. Cette équation s'avère représenter généralement la structure interne des flammes laminaires ,, ayant des nombres de Lewis arbitraires,,.

## Existence de solutions
Près de l'extinction de la flamme {\displaystyle \delta } est d'ordre un. L'équation n'a pas de solution pour {\displaystyle \delta <\delta _{E}}, où {\displaystyle \delta _{E}} est le nombre de Damköhler d'extinction. Pour {\displaystyle \delta >\delta _{E}} avec {\displaystyle |\gamma |<1} l'équation possède deux solutions dont une est une solution instable. Une solution unique existe si {\displaystyle |\gamma |>1} et {\displaystyle \delta >\delta _{E}}. La solution est unique pour {\displaystyle \delta >\delta _{I}}, où {\displaystyle \delta _{I}} est le nombre de Damköhler d'allumage.

## Équation de Liñán généralisée
L'équation de Liñán généralisée est donnée par :
{\displaystyle {\frac {d^{2}y}{d\zeta ^{2}}}=(y-\zeta )^{m}(y+\zeta )^{n}e^{-\delta ^{-1/3}(y+\gamma \zeta )}}
où {\displaystyle m} et {\displaystyle n} sont les ordres de réaction constants du combustible et oxydant, respectivement.

## Limite du grand nombre de Damköhler
Dans la limite de Burke–Schumann {\displaystyle \delta \rightarrow \infty } cette dernière équation se réduit à :
{\displaystyle {\frac {d^{2}y}{d\zeta ^{2}}}=(y-\zeta )^{m}(y+\zeta )^{n},\quad \zeta \rightarrow \pm \infty \Rightarrow \,{\frac {dy}{d\zeta }}\to \pm 1}
Une solution approximative à cette équation a été développée par Liñán lui-même en utilisant la méthode intégrale en 1963 pour sa thèse :
{\displaystyle y(\zeta )=y_{m}+(\zeta -\zeta _{m})\operatorname {erf} [k(\zeta -\zeta _{m})]-{\frac {1}{{\sqrt {\pi }}k}}\left[1-e^{-k^{2}(\zeta -\zeta _{m})^{2}}\right]}
où {\displaystyle \mathrm {erf} } est la fonction d'erreur et
{\displaystyle {\begin{aligned}\zeta _{m}&={\frac {n-m}{n+m}}y_{m}\\y_{m}&={\frac {m+n}{2}}\left[{\frac {2}{\pi m^{2}n^{2}}}\left({\sqrt {1+{\frac {\pi (m+n)}{2mn}}}}-1\right)\right]^{\frac {1}{m+n+1}}\\k&={\frac {\sqrt {\pi }}{2}}m^{m}n^{n}\left({\frac {2y_{m}}{m+n}}\right)^{m+n}\end{aligned}}}
Ici {\displaystyle \zeta =\zeta _{m}} est l'emplacement où {\displaystyle y(\zeta )} atteint sa valeur minimale {\displaystyle y(\zeta _{m})=y_{m}}. Lorsque {\displaystyle m=n=1}, {\displaystyle \zeta _{m}=0}, {\displaystyle y_{m}=0,8702} et {\displaystyle k=0,6711}.